# Kentaur
 Ovo je glavno značenje pojma Kentaur. Za druga značenja pogledajte Kentaur (razdvojba).
Kentauri (grč. Κένταυροι, Kéntauroi) bića su iz grčke mitologije. Kentaur je polukonj i polučovjek koji šeće šumama i voli samoću. Često ih prikazuju kao raskalašena i nagla bića, a jedina je iznimka Hiron. Izvrsni su ratnici, a hrane se sirovim mesom.

## Etimologija
Kentaursko grčko ime Κένταυρος (Kéntauros) moglo bi biti složenica od ken i tauros što znači "probadajući bik", ali također bi moglo značiti i "ubojica bikova".

## Karakteristike
Isprva su se opisivali kao muškarci s ljudskim nogama, no stražnji im je dio imao tijelo, rep i stražnje noge kao u konja. Poslije su prikazivani kao muškarci do prepona, a ostatak je tijela bio konjski, s četirima nogama i repom.
Moguće je da je isprva Kentaurima smatrano istoimeno pleme Tesalijaca koje je stalno jahalo konje, a poslije se ta metafora pretvorila u mit. Robert Graves predlaže da se radilo o prethelenskom bratstvu zemljanog kulta koji je imao konja kao totem.
U ranoj grčkoj umjetnosti ili književnosti uglavnom se nisu pojavljivali ženski Kentauri, odnosno Kentauride, ali jesu u kasnoj antici. Makedonski mozaik iz 4. stoljeća pr. Kr. jedan je od najstarijih prikaza Kentaurida u umjetnosti. Ovidije spominje Kentauridu Hilonomu koja je počinila samoubojstvo kad je njezin ljubavnik ubijen u ratu s Lapitima.

## Mitologija

### Kentauri
Prema Pindaru, Kentaurima je otac bio Kentaur, sin lapitskog kralja Iksiona i kraljice Nefele, utjelovljenja oblaka, jer je Iksion htio silovati Heru pa mu je ona podmetnula Nefelu.
Poslije je mlađi naraštaj Kentaura izgubio svoju surovost te su se pridružili Dioniziovoj pratnji - Satirima. Homer Kentaure naziva više zvijerima nego ljudima. Prema nekim izvorima, smješteni su na vratima Hada.
Najpoznatiji Kentauri bili su Nes, Hiron, Fol i Eurition koji su bili likovi u pričama o Heraklu.

### Hiron
Najpoznatiji je bio Hiron koji se razlikovao od ostalih kentaura. Kentauri su bili zloglasni kao nasilni i nekulturni pijanice. Za razliku od njih, Hiron je bio pravi kontrast, inteligentan, civiliziran i ljubazan. Bio je stručnjak za umjetnost, lov i medicinu, a također i proricanje. Odgajao je i poučavao brojne grčke junake i bogove - Ahileja, Ajanta, Akteona, Aristeja, Asklepija, Eleja, Herakla, Jazona, Kena, Medeja, Patrokla, Peleja, Telamona, i Tezeja, a prema nekim izvorima i Dioniza. Imao je dar kojim je omogućio svojim učenicima da otkriju svoje najveće potencijale.

### Borba s Lapitima
Kentauri su najpoznatiji zbog borbe s Lapitima. Naime, htjeli su oteti Hipodamiju i ostale žene na dan njezina vjenčanja s kraljom Piritom, Iksionovim sinom. Ondje je bio prisutan i Tezej, junak i osnivač gradova, koji je pomogao Piritu. Jedan je lapitski junak, Kenej, kojeg oružje nije moglo raniti, bio pretučen od Kentaura kamenjem i granama drveća. No, na posljetku su Kentauri pobijeđeni i uništeni. Kao i Gigantomahija i Titanomahija, i ovaj je rat metafora borbe između civiliziranosti i barbarizma.

## Vanjske poveznice
- Kentauri u klasičnoj literaturi i umjetnosti (engl.)
- Kentauride u klasičnoj literaturi i umjetnosti (engl.)
- Mitovi o Kentaurima (engl.)